# ブルームボール
ブルームボールは、カナダで発展してきた氷上で行う球技。アイスホッケーの簡易版としてルールや道具が整備されてきた。ウィンタースポーツの一つ。

## 概要

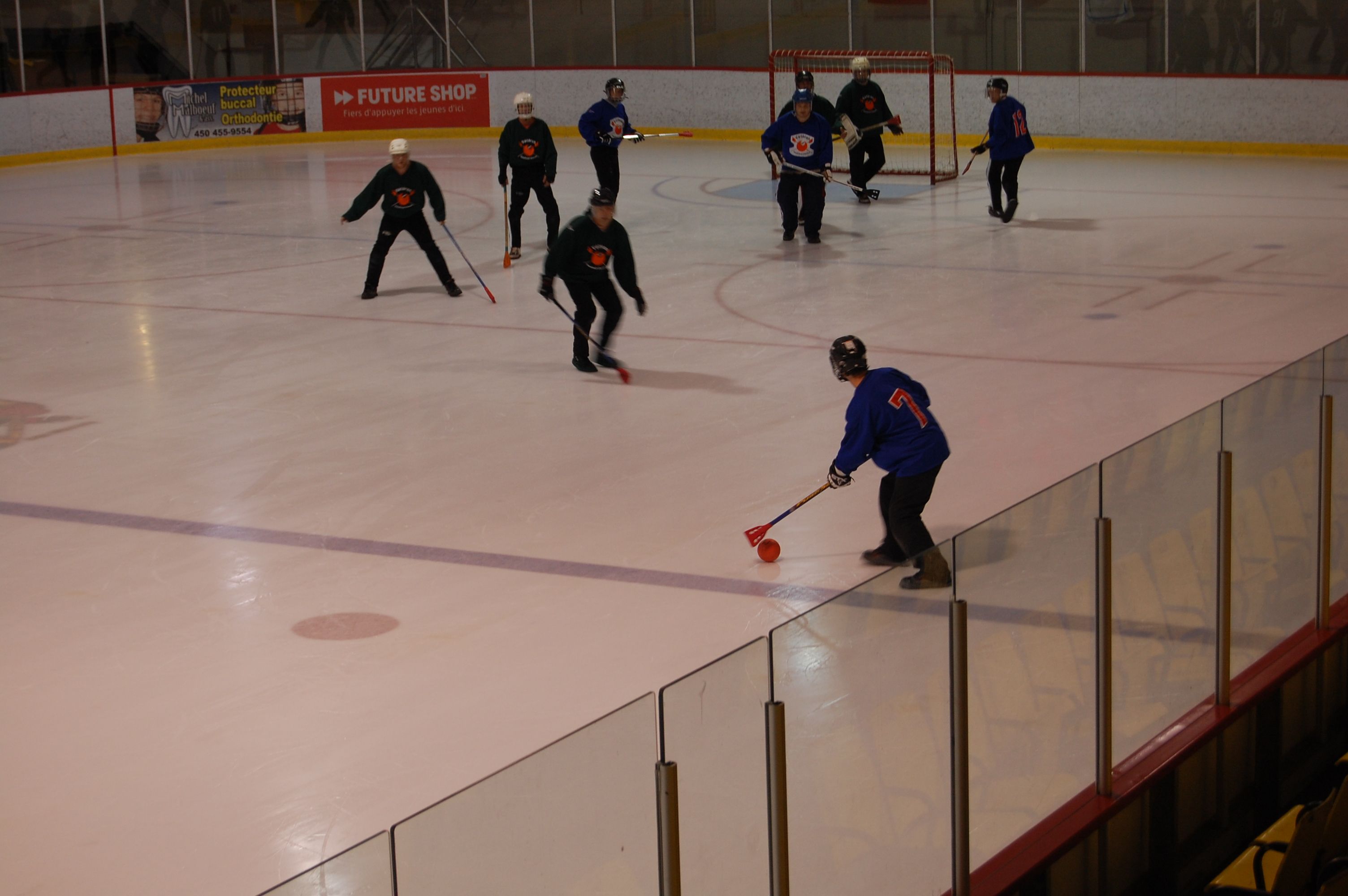
試合の様子

1900年代初頭のカナダが発祥。カナダで盛んなアイスホッケーを、誰もが気軽に手軽に楽しめるようにとする発想で、スケート靴の代わりにスニーカーを、パック代わりの直径15cm程度のボールを、スティックの代わりに箒を利用した用具で行う競技として成立した。日本には、1980年代の初頭に駐日カナダ大使館が協力する形で日比谷の屋外リンクでデモンストレーションが行われた後、1984年2月、北海道サロマ湖畔で行われた「サロマ湖氷上フェスティバル」で実施。その後、普及が進み全国規模の大会も開催されるようになった。2014年には北海道苫小牧市が世界大会を誘致、苫小牧市ときわスケートセンターなどで大会が開催された。。